# اقتصاد البوسنة والهرسك
اقتصاد البوسنة والهرسك هو اقتصاد انتقالي متوسط الدخل. أعلنت البوسنة والهرسك استقلالها عن يوغوسلافيا الاشتراكية في 1 مارس 1992. الشركاء التجاريون الرئيسيون هم ألمانيا وإيطاليا والنمسا ودول البلقان المجاورة الأخرى.

## نظرة عامة
البوسنة والهرسك هي دولة ذات دخل متوسط أعلى. وهي دولة مرشحة لدخزل الاتحاد الأوروبي وهي تشرع الآن في نموذج نمو جديد وسط فترة من النمو البطيء والأزمة المالية العالمية. البوسنة والهرسك ذات اقتصاد صغير ومنفتح، تهيمن عليه الخدمات، والتي شكلت 55% من الناتج المحلي الإجمالي في عام 2016، مع قطاع صناعي متطور بشكل معتدل (23% و12% على التوالي)، وقاعدة زراعية محدودة (حوالي 6% من الناتج المحلي الإجمالي).

## الاقتصاد الكلي

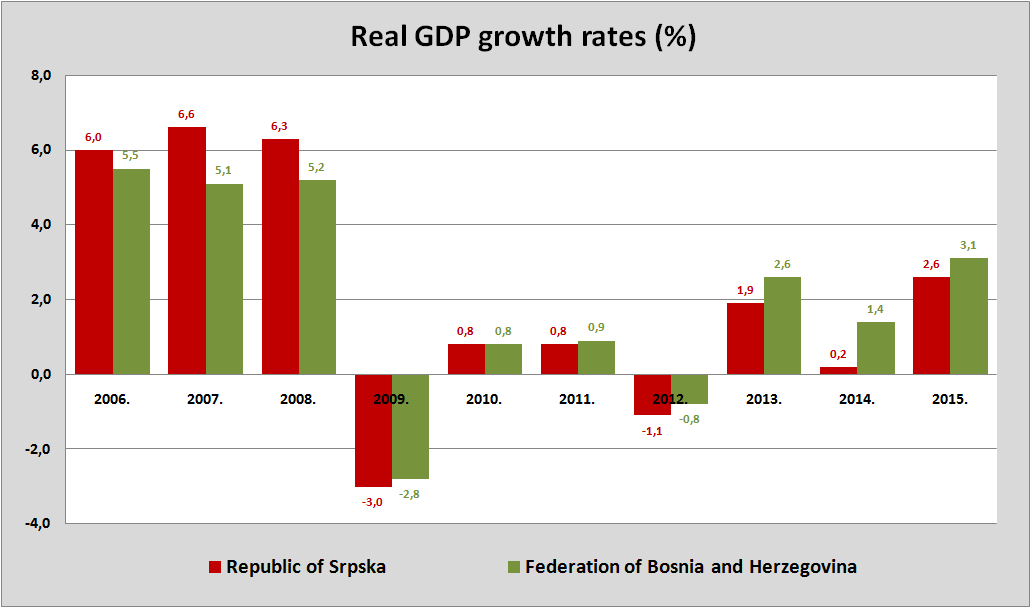
معدلات نمو الناتج المحلي الإجمالي الحقيقي في جمهورية صرب البوسنة واتحاد البوسنة والهرسك

يبين الجدول التالي أهم المؤشرات الاقتصادية في 1997-2022.
.
| السنة                                                                 | 1996         | 1997         | 2000         | 2005         | 2006         | 2007         | 2008         | 2009         | 2010         | 2011         | 2012         | 2013         | 2014         | 2015         | 2016         | 2017         | 2018         | 2019         | 2020         | 2021         | 2022         |
| --------------------------------------------------------------------- | ------------ | ------------ | ------------ | ------------ | ------------ | ------------ | ------------ | ------------ | ------------ | ------------ | ------------ | ------------ | ------------ | ------------ | ------------ | ------------ | ------------ | ------------ | ------------ | ------------ | ------------ |
| الناتج المحلي الإجمالي بالدولار (تعادل القوة الشرائية)                | 11.394 مليار | 14.239 مليار | 19.659 مليار | 27.273 مليار | 29.714 مليار | 32.342 مليار | 34.806 مليار | 34.743 مليار | 35.431 مليار | 36.495 مليار | 37.104 مليار | 38.975 مليار | 39.732 مليار | 41.195 مليار | 44.253 مليار | 46.394 مليار | 49.279 مليار | 51.581 مليار | 49.943 مليار | 53.192 مليار | 56.432 مليار |
| الناتج المحلي الإجمالي بالدولار                                       | 3.584 مليار  | 4.578 مليار  | 5.554 مليار  | 10.935 مليار | 12.460 مليار | 15.323 مليار | 18.712 مليار | 17.601 مليار | 17.164 مليار | 18.629 مليار | 17.207 مليار | 18.155 مليار | 18.522 مليار | 16.210 مليار | 16.910 مليار | 18.081 مليار | 20.184 مليار | 20.203 مليار | 19.789 مليار | 21.692 مليار | 23.006 مليار |
| نصيب الفرد من الناتج المحلي الإجمالي بالدولار                         | 952          | 1,225        | 1,480        | 2,903        | 3,306        | 4,073        | 4,984        | 4,711        | 4,633        | 5,089        | 4,773        | 5,125        | 5,319        | 4,727        | 4,994        | 5,392        | 6,073        | 6,120        | 6,034        | 6,647        | 7,078        |
| نصيب الفرد من الناتج المحلي الإجمالي بالدولار (تعادل القوة الشرائيية) | 3,027        | 3,811        | 5,241        | 7,241        | 7,885        | 8,597        | 9,271        | 9,299        | 9,565        | 9,971        | 10,292       | 11,003       | 11,410       | 12,013       | 13,069       | 13,836       | 14,829       | 15,625       | 15,231       | 16,301       | 17,363       |
| نمو الناتج المحلي الإجمالي (حقيقي)                                    |              | 22.9 %       | 4.4 %        | 4,2 %        | 5.7 %        | 6.0 %        | 5.6 %        | −0.8 %       | 0.8 %        | 0.9 %        | −0.7 %       | 2.4 %        | 1.2 %        | 3.1 %        | 3.2 %        | 2.7 %        | 3.5%         | 3.9%         | -6.5%        | 5%           | 3.2%         |
| التضخم (بالنسبة المئوية)                                              |              | 5.7 %        | 5.0 %        | 3.6 %        | 6.1 %        | 1.5 %        | 7.4 %        | −0.4 %       | 2.1 %        | 3.7 %        | 2.0 %        | −0.1 %       | −0.9 %       | −1.1 %       | −1.1 %       | −1.3 %       | 1%           | 1%           | -0.5%        | 1.2%         |              |
| معدل البطالة (بالنسبة المئوية)                                        |              | 44,6 %       | 31.1 %       | 31.1 %       | 31.1 %       | 32.4%        | 34%          | 35 %         | 34%          | 31%          | 30%          | 31 %         | 32 %         | 35 %         | 25.4%        | 20.5%        | 19.4%        | 15.7%        | 19%          | 17.5%        |              |

## الحاضر

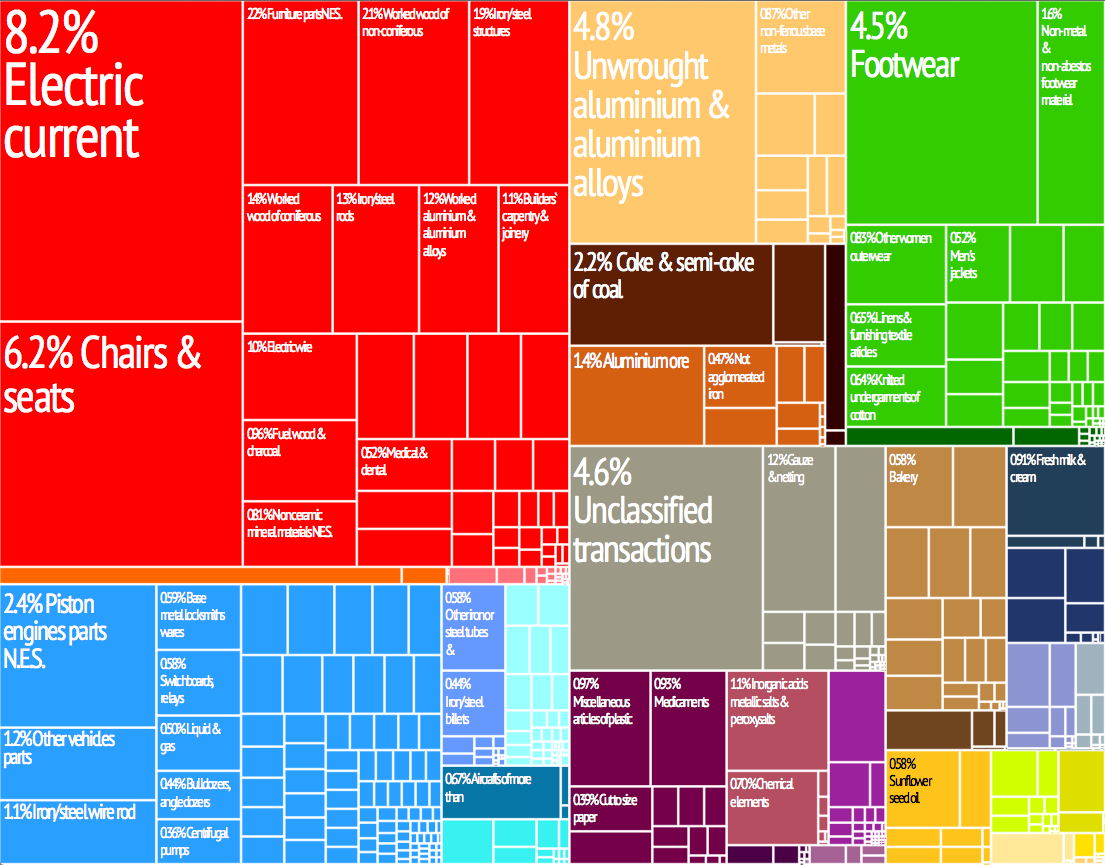
تصوير رسومي لصادرات البوسنة والهرسك.

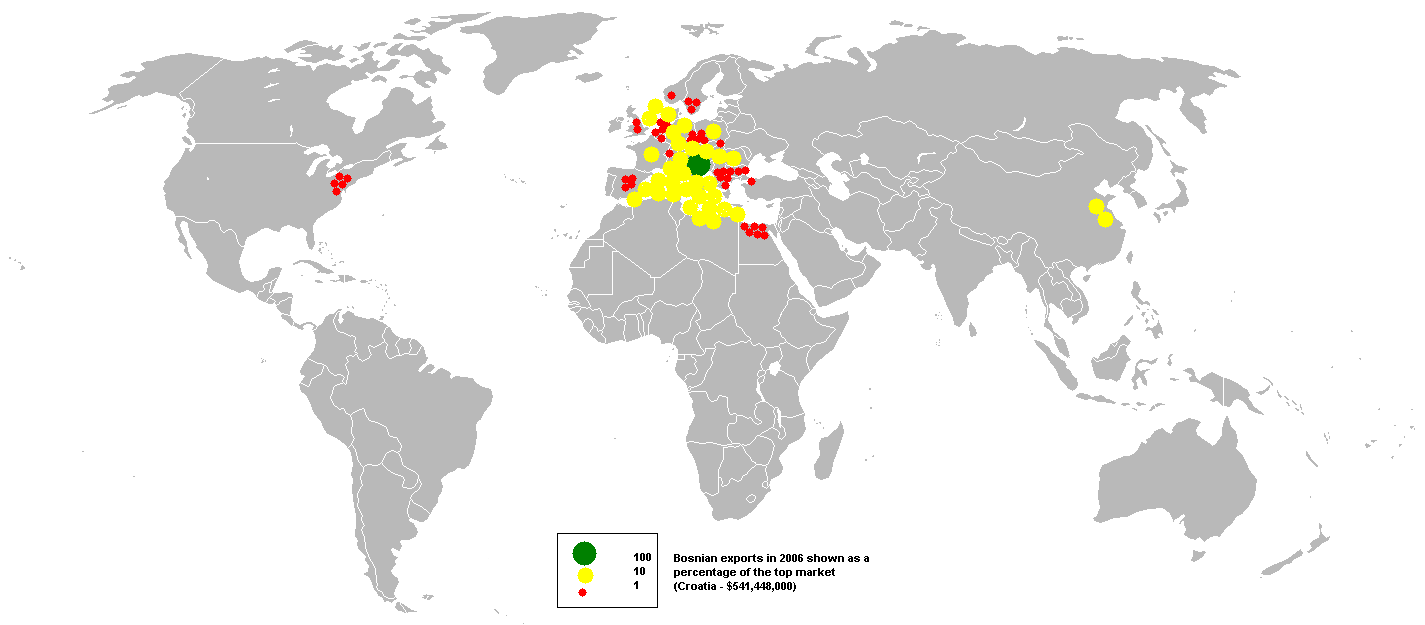
صادرات البوسنة والهرسك خلال عام 2006.

القيمة الإجمالية للاستثمار الأجنبي المباشر (1999-2011):
- 1999: 166 مليون يورو
- 2000: 159 مليون يورو
- 2001: 133 مليون يورو
- 2002: 282 مليون يورو
- 2003: 338 مليون يورو
- 2004: 534 مليون يورو
- 2005: 421 مليون يورو
- 2006: 556 مليون يورو
- 2007: 1.628 مليار يورو
- 2008: 1.083 مليار يورو
- 2009: 434 مليون يورو
- 2010: 359 مليون يورو
- 2011: 313 مليون يورو

من 1994 إلى 2011، استثمر 6.4 مليار يورو في البلاد.
أكبر الدول المستثمرة (1994-2007):
- النمسا (1,294 مليون يورو)
- صربيا (773 مليون يورو)
- كرواتيا (434 مليون يورو)
- سلوفينيا (427 مليون يورو)
- سويسرا (337 مليون يورو)
- ألمانيا (270 مليون يورو)
- إيطاليا (94.29 مليون يورو)
- هولندا (63.52 مليون يورو)
- الإمارات العربية المتحدة (56.70 مليون يورو)
- تركيا (54.81 مليون يورو)
- جميع البلدان الأخرى (892.54 مليون يورو)

الاستثمارات الأجنبية حسب القطاع للفترة (1994-2007):
- الصناعة 37.7%
- البنوك 21%
- الخدمات 4.9%
- التجارة 9.6%
- النقل 0.30%
- السياحة 1%

حسب بعض التقديرات، يبلغ اقتصاد غير رسمي 25.5% من الناتج المحلي الإجمالي.

## وصلات خارجية
- بوابة البوسنة والهرسك للسياحة والأعمال باللغة العربية
- استثمار وأعمال في البوسنة والهرسك